# FK Orenburg
Der FK Orenburg (russisch Футбольный клуб Оренбург) ist ein Fußballverein aus der russischen Stadt Orenburg.

## Geschichte
Der Verein wurde im Jahre 1976 als Gasowik (russ. Газовик) gegründet. Bis zum Zerfall der Sowjetunion spielte das Team stets in der dritthöchsten Spielklasse der UdSSR. Von 1992 bis 1993 nahm Gasowik an der Meisterschaft der 2. Liga teil. Stieg aber in die vierte Spielstufe ab, wo der Verein insgesamt vier Spielzeiten verbrachte. Als die dritte Liga im Jahre 1997 aufgelöst wurde, wurde die Mannschaft in die 2. Division aufgenommen. 2010 nach dem Gewinn der Meisterschaft in der Staffel Ural-Powolschje der 2. Division konnte der erstmalige Aufstieg in die 1. Division gefeiert werden. Nach nur einer Spielzeit musste Gasowik den Gang in die Drittklassigkeit antreten, schaffte aber in der darauffolgenden Spielzeit den sofortigen Wiederaufstieg. 2015 wurde erstmals das Halbfinale des russischen Pokals erreicht, das allerdings im Elfmeterschießen gegen Lokomotive Moskau verloren wurde. Vier Spieltage vor dem Ende der Saison 2015/16 sicherte sich Gasowik den erstmaligen Aufstieg in die russische Premjer-Liga.
Am 25. Mai 2016 wurde der Club in FK Orenburg umbenannt.
2016/17 landete die Mannschaft auf einem Relegationsplatz und stieg nach zwei torlosen Unentschieden sowie nach anschließendem Elfmeterschießen gegen SKA-Energija Chabarowsk aus der Premjer-Liga ab. Daraufhin wurde im Juni 2017 der Georgier Temur Kezbaia als neuer Chef-Trainer verpflichtet. Ein Spieltag vor dem Ende der Saison 2017/18 sicherte sich der Verein den sofortigen Wiederaufstieg in die Premjer-Liga.

## Stadion
Der Verein trägt seine Heimspiele im 4.800 Zuschauer fassenden Gasowik-Stadion aus, das 2002 erbaut wurde. Seit 2014 wird es modernisiert, so dass es eine Kapazität von 10.500 Zuschauern erreichen soll. Somit soll die Spielstätte den minimalen Anforderungen der russischen Premjer-Liga gerecht werden, die eine Kapazität von 10.000 Zuschauerplätzen vorschreiben.

## Erfolge
- Staffelmeister in der 2. Division: 2010, 2013
- Meister der 1. Division: 2016, 2018

## Zweite Mannschaft
Die zweite Mannschaft des FK Orenburg hat ebenfalls den Profistatus inne und spielt 2024 in der vierthöchsten Spielklasse 2. Liga Division B.

## Bekannte ehemalige Spieler
- Maksim Bardatschou
- Wital Bulyha
- Stanislau Drahun
- Aljaksandr Hutar
- Dmitri Abakumow
- Alexander Prudnikow
- Sanjar Tursunov
- Artūrs Zjuzins
- Blagoj Georgiew
- Michal Ďuriš
- Đorđe Despotović
- Islambek Quat
- Mamadou Sylla
- Silvije Begić
- Danijel Miškić
- Ivica Žunić

## Trainer
- Temur Kezbaia (2017)